# Alex Silva
Alex Sandro da Silva, född den 10 mars 1985 i Amparo,  är en brasiliansk fotbollsspelare, försvarsspelare i den tyska klubben Hamburger SV. Han spelar även för det brasilianska fotbollslandslaget.